# Ferdinand Bischoffsheim
Ferdinand Raphaël Bischoffsheim (Bruxelles, 2 agosto 1837 – Parigi, 4 novembre 1909) è stato un banchiere e politico belga che si unì alla Bischoffsheim, Goldschmidt & Cie, una banca co-fondata da suo padre, Jonathan-Raphaël Bischoffsheim. Al termine  si unì alla Banque de Crédit et de Dépôt des Pays-Bas nel 1863. E stato anche un politico belga e un collezionista d'arte.

## Biografia
Bisschoffsheim era il figlio di Jonathan Bischoffsheim (1808-1883) e Henriette Goldschmidt (1832-1892). Sposò la protestante americana Mary Paine (1850-1900). Era il cognato del senatore Georges Montefiore-Levi.
Con un modesto diploma di candidato in scienze (ULB, 1855), Bischoffsheim iniziò una carriera nella banca di famiglia, che sviluppò ulteriormente. Nel 1862 fondò insieme al cognato Maurice de Hirsch la "Banque Ferdinand Bischoffsheim et de Hirsch", specializzata tra l'altro nell'emissione di azioni di compagnie ferroviarie straniere sul mercato belga. Nel 1870 la banca si fuse con la "Banque de Dépôts des Pays-Bas", fondata da suo zio Louis-Raphaël Bischoffsheim. Nel 1872 ebbe luogo la fusione con la "Banque de Paris", creando la Banca di Parigi e dei Paesi Bassi .
Nel 1883 divenne senatore liberale per il distretto di Bruxelles, succedendo al padre. Servì fino al giugno 1888 e fu membro delle commissioni del Senato per le finanze e gli affari esteri.

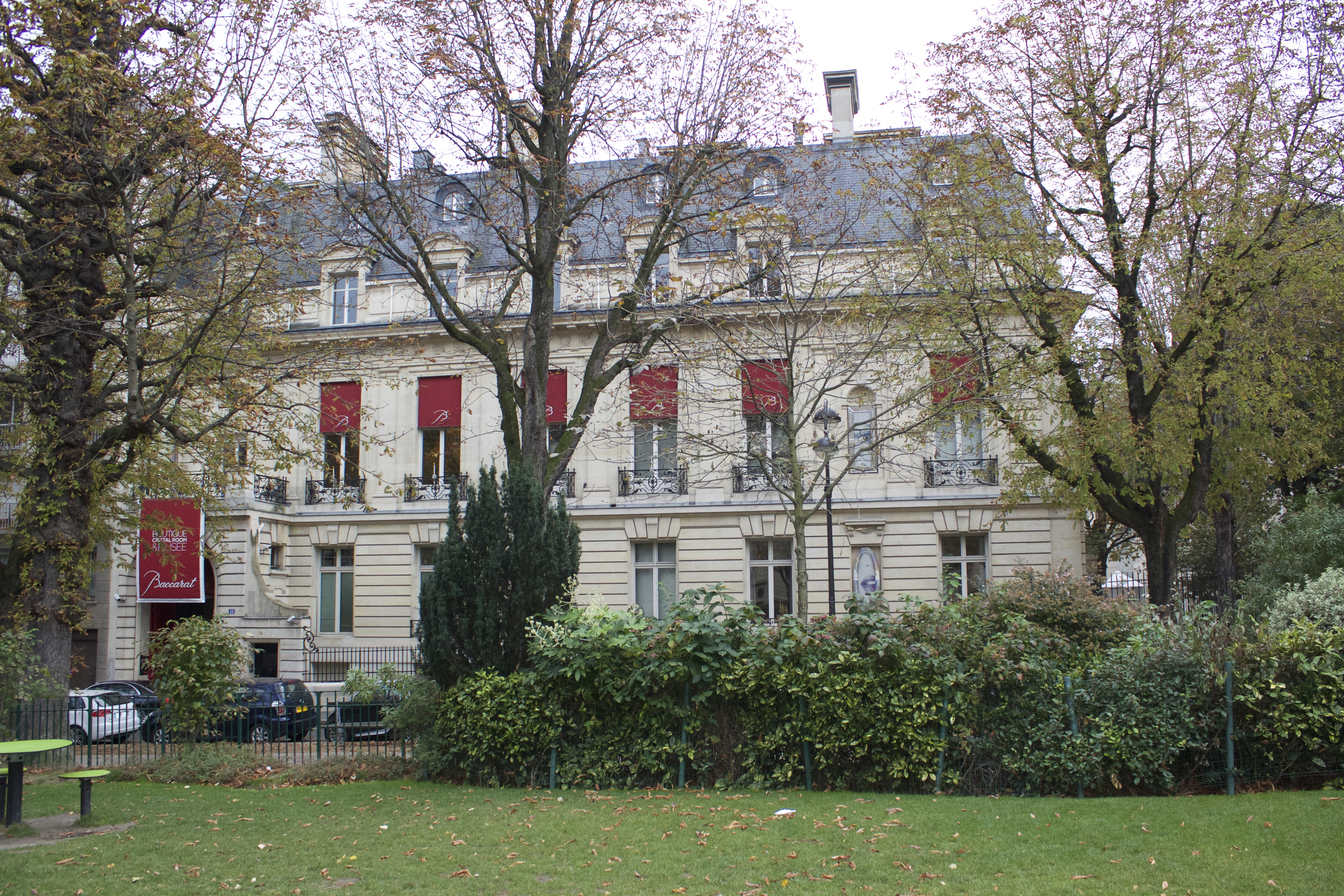
La villa parigina

Attraverso le sue attività bancarie, Bischoffsheim fu coinvolto in molte grandi aziende. È stato, tra l'altro: direttore della Compagnie Asturienne des Mines (1883-1908); direttore e presidente della Compagnie de Floreffe per la fabbricazione di vetri e prodotti per camini (1885-1908); direttore della SA d'Ougrée (1893-1895); presidente degli Glaces et Verres du Nord (1905-1909); presidente di "Chemins de Fer du Nord de la Belgique".
Ha vissuto più a Parigi che a Bruxelles. Nel 1880 costruì una lussuosa residenza sulla "Place des États-Unis" dove lui e i suoi discendenti vissero fino alla fine del XX secolo. Divenne il luogo che ospitò la sua impressionante collezione di dipinti e sculture.
Un figlio, Maurice Bischoffsheim (1875-1904), che esercitò il tranquillo ufficio di consigliere d'ambasciata, sposò la cattolica Marie-Thérèse de Chevigné (1880-1963), figlia di Laure de Chevigné (1859-1936). Morì prematuramente a causa dell'inesorabile malattia di quei tempi, la tubercolosi. La loro unica figlia era Marie Laure Bischoffsheim (1902-1970) che sposò il visconte Charles de Noailles (1891-1981). Insieme praticarono uno dei più notevoli mecenati della Francia, prima e dopo la seconda guerra mondiale.